# Bonaventure Hepburn
Boaventura Hepburn OM (nascido James Hepburn; 14 de julho de 1573, East Lothian - outubro de 1620 ou 1621, Veneza, Itália)  foi um lingüista católico romano escocês, lexicógrafo, filólogo e comentarista bíblico.  Ele era um estudioso de algum renome e ascendeu ao cargo de Guardião de Livros e Manuscritos Orientais no Vaticano.
Em 1591 ele publicou um trabalho sobre seu estudo da língua hebraica e em 1616 seu trabalho sobre outras línguas estrangeiras foi publicado como The Heavenly Golden Rod of the Blessed Virgin Mary in Seventy-two Praises (também conhecido como Virga Aurea), uma lista de 72 alfabetos diferentes. Ele também era conhecido por traduzir para a língua latina o Kettar Malcuth do Rabino Solomon.

## Vida anterior
Filho de Thomas Hepburn, reitor de Oldhamstocks, James foi criado como protestante. Depois de estudar na Universidade de St. Andrews, converteu-se à Igreja Católica, viveu na França e na Itália e viajou extensivamente pela "Turquia, Pérsia, Síria, Palestina, Egito, Etiópia e a maioria dos países orientais". Ele então se juntou à Ordem dos Mínimos em Avignon. 